# Soizé
Soizé település Franciaországban, Eure-et-Loir megyében. Lakosainak száma 320 fő (2018. január 1.). Soizé Saint-Ulphace, La Bazoche-Gouet, Charbonnières, Saint-Bomer és Authon-du-Perche községekkel határos.

## Népesség
A település népessége az elmúlt években az alábbi módon változott:
| Lakosok száma | 377  | 360  | 293  | 249  | 274  | 322  | 306  | 308  | 310  | 320  |
|               | 1968 | 1975 | 1982 | 1999 | 2006 | 2011 | 2013 | 2016 | 2017 | 2018 |